# Eneco Tour 2014

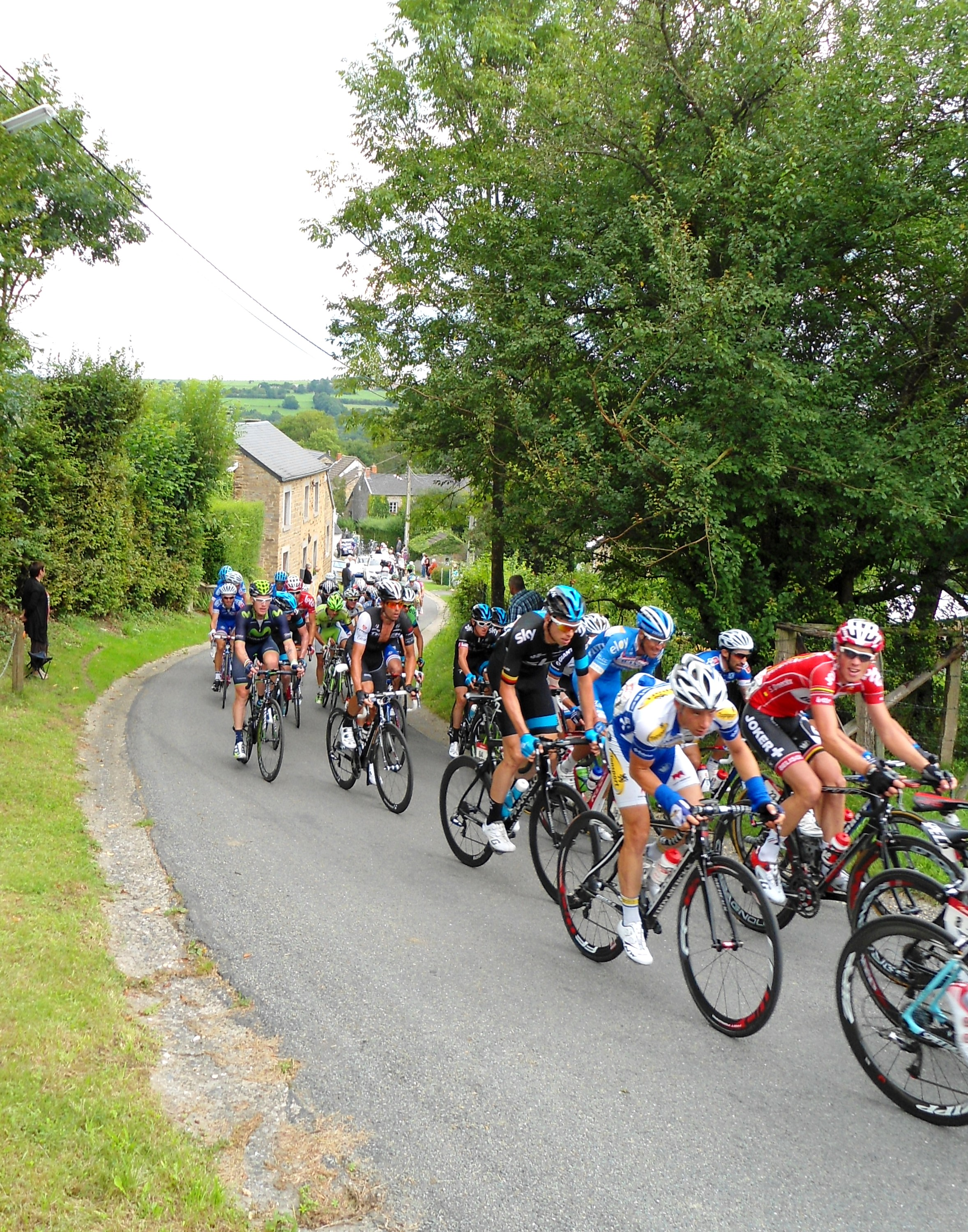
Gira Eneco 2014 Costa de Chambralles

La 10.ª edición del Eneco Tour se disputó entre el 11 y el 17 de agosto de 2014. Se inició en Terneuzen y finalizó en Sittard-Geleen, contando con un recorrido de 1.075,7 kilómetros distribuidos en 7 etapas. 
Las tres primeras etapas fueron en Holanda, siendo dos etapas planas y la tercera una contrarreloj. La 4.ª ya se disputó en territorio belga siendo también una fracción plana. Las tres últimas jornadas se recorrieron las regiones de Flandes y las Ardenas, pasando por varios de los muros que se ascienden en el Tour de Flandes, Lieja-Bastoña-Lieja y la Amstel Gold Race. En total se subieron 19 cotas en la 5.ª etapa, 16 en la 6.ª y 22 en la 7.ª.
La carrera formó parte del UCI WorldTour 2014.
El ganador final fue Tim Wellens tras hacerse con la 6.ª etapa consiguiendo una ventaja suficiente como para alzarse con la victoria. Le acompañaron en el podio Lars Boom y Tom Dumoulin (quien se hizo con la clasificación por puntos), respectivamente.
En las otras clasificaciones secundarias se impusieron Belkin (equipos) y Kenneth Van Bilsen (combatividad).

## Equipos participantes
Tomaron parte en la carrera 20 equipos: los 18 de categoría UCI ProTeam (al ser obligada su participación); más 2 de categoría Profesional Continental mediante invitación de la organización (los belgas del Topsport Vlaanderen-Baloise y Wanty-Groupe Gobert). Formando así un pelotón de 160 ciclistas, con 8 corredores cada equipo, de los que acabaron 100. Los equipos participantes fueron:
| Equipo                               | Cód. UCI | Categoría               | Jefe de filas (corredor asignado con el n.º 1) |
| ------------------------------------ | -------- | ----------------------- | ---------------------------------------------- |
| Omega Pharma-Quick Step Cycling Team | OPQ      | UCI ProTeam             | Zdeněk Štybar                                  |
| Belkin-Pro Cycling Team              | BEL      | UCI ProTeam             | Lars Boom                                      |
| Lotto-Belisol                        | LTB      | UCI ProTeam             | André Greipel                                  |
| BMC Racing Team                      | BMC      | UCI ProTeam             | Philippe Gilbert                               |
| Trek Factory Racing                  | TFR      | UCI ProTeam             | Fabian Cancellara                              |
| Cannondale                           | CAN      | UCI ProTeam             | Alberto Bettiol                                |
| Team Sky                             | SKY      | UCI ProTeam             | Edval Boasson Hagen                            |
| Team Giant-Shimano                   | GIA      | UCI ProTeam             | Tom Dumoulin                                   |
| Garmin-Sharp                         | GRS      | UCI ProTeam             | Sebastian Langeveld                            |
| Tinkoff-Saxo                         | TCS      | UCI ProTeam             | Matti Breschel                                 |
| Orica GreenEDGE                      | OGE      | UCI ProTeam             | Matthew Goss                                   |
| FDJ.fr                               | FDJ      | UCI ProTeam             | Nacer Bouhanni                                 |
| Team Katusha                         | KAT      | UCI ProTeam             | Pavel Brutt                                    |
| Astana Pro Team                      | AST      | UCI ProTeam             | Borut Božič                                    |
| Movistar Team                        | MOV      | UCI ProTeam             | José Iván Gutiérrez                            |
| Lampre-Merida                        | LAM      | UCI ProTeam             | Sacha Modolo                                   |
| Ag2r La Mondiale                     | ALM      | UCI ProTeam             | Davide Apollonio                               |
| Team Europcar                        | EUC      | UCI ProTeam             | Antoine Duchesne                               |
| Topsport Vlaanderen-Baloise          | TSV      | Profesional Continental | Michael Van Staeyen                            |
| Wanty-Groupe Gobert                  | WGG      | Profesional Continental | Björn Leukemans                                |

## Etapas
| Etapa | Fecha        | Recorrido                      | km         | Ganador                  | Líder           |
| ----- | ------------ | ------------------------------ | ---------- | ------------------------ | --------------- |
| 1.ª   | 11 de agosto | Terneuzen- Terneuzen           | 181,9      | Andrea Guardini          | Andrea Guardini |
| 2.ª   | 12 de agosto | Waalwijk- Vlijmen              | 177,4      | Zdeněk Štybar            | Zdeněk Štybar   |
| 3.ª   | 13 de agosto | Breda- Breda                   | 16,1 (CRI) | Tom Dumoulin             | Lars Boom       |
| 4.ª   | 14 de agosto | Koksijde- Ardooie              | 183,3      | Nacer Bouhanni           | Lars Boom       |
| 5.ª   | 15 de agosto | Geraardsbergen- Geraardsbergen | 160,3      | Greg Van Avermaet        | Tom Dumoulin    |
| 6.ª   | 16 de agosto | Heerlen- Aywaille              | 173,3      | Tim Wellens              | Tim Wellens     |
| 7.ª   | 17 de agosto | Riemst- Sittard-Geleen         | 183,4      | Guillaume Van Keirsbulck | Tim Wellens     |

## Clasificaciones finales

### Clasificación general
| Posición | Ciclista            | Equipo          | Tiempo           |
| -------- | ------------------- | --------------- | ---------------- |
|          | Tim Wellens         | Lotto Belisol   | 25 h 30 min 15 s |
| 2.º      | Lars Boom           | Belkin          | a 7 s            |
| 3.º      | Tom Dumoulin        | Giant-Shimano   | a 13 s           |
| 4.º      | Andriy Grivko       | Astana          | a 33 s           |
| 5.º      | Greg Van Avermaet   | BMC Racing      | a 34 s           |
| 6.º      | Geraint Thomas      | Sky             | a 38 s           |
| 7.º      | Philippe Gilbert    | BMC Racing      | a 48 s           |
| 8.º      | Jens Keukeleire     | Orica GreenEDGE | a 56 s           |
| 9.º      | Sebastian Langeveld | Garmin Sharp    | a 1 min 04 s     |
| 10.º     | Marco Marcato       | Cannondale      | a 1 min 11 s     |

### Clasificación por puntos
| Posición | Ciclista          | Equipo                  | Puntos |
| -------- | ----------------- | ----------------------- | ------ |
|          | Tom Dumoulin      | Giant-Shimano           | 87     |
| 2.º      | Lars Boom         | Belkin                  | 86     |
| 3.º      | Matteo Trentin    | Omega Pharma-Quick Step | 53     |
| 4.º      | Greg Van Avermaet | BMC Racing              | 52     |
| 5.º      | Geraint Thomas    | Sky                     | 52     |

### Clasificación por equipos
| Posición | Equipo          | Tiempo           |
| -------- | --------------- | ---------------- |
|          | Garmin Sharp    | 76 h 38 min 53 s |
| 2.º      | BMC Racing Team | a 4 min 10 s     |
| 3.º      | Belkin          | a 5 min 27 s     |
| 3.º      | Lotto Belisol   | a 7 min 00 s     |
| 5.º      | Katusha         | a 7 min 31 s     |

### Clasificación de la combatividad
| Posición | Ciclista           | Equipo                      | Tiempo |
| -------- | ------------------ | --------------------------- | ------ |
|          | Kenneth Van Bilsen | Topsport Vlaanderen-Baloise | 64     |
| 2.º      | Laurens De Vreese  | Wanty-Groupe Gobert         | 40     |
| 3.º      | Matteo Trentin     | Omega Pharma-Quick Step     | 26     |
| 4.º      | Gatis Smukulis     | Katusha                     | 29     |
| 5.º      | Pavel Brutt        | Katusha                     | 25     |

## Evolución de las clasificaciones
| Etapa (Vencedor)                     | Clasificación general Algemeen klassement | Clasificación por puntos Puntentrui klassement | Clasificación por equipos | Clasificación de la combatividad Strijdlust klassement |
| ------------------------------------ | ----------------------------------------- | ---------------------------------------------- | ------------------------- | ------------------------------------------------------ |
| 1.ª etapa (Andrea Guardini)          | Andrea Guardini                           | Andrea Guardini                                | Katusha                   | Kenneth Van Bilsen                                     |
| 2.ª etapa (Zdeněk Štybar)            | Zdeněk Štybar                             | Lars Boom                                      | Belkin                    | Kenneth Van Bilsen                                     |
| 3.ª etapa (CRI) (Tom Dumoulin)       | Lars Boom                                 | Lars Boom                                      | BMC Racing                | Kenneth Van Bilsen                                     |
| 4.ª etapa (Nacer Bouhanni)           | Lars Boom                                 | Andrea Guardini                                | BMC Racing                | Kenneth Van Bilsen                                     |
| 5.ª etapa (Greg Van Avermaet)        | Tom Dumoulin                              | Tom Dumoulin                                   | BMC Racing                | Kenneth Van Bilsen                                     |
| 6.ª etapa (Tim Wellens)              | Tim Wellens                               | Tom Dumoulin                                   | Belkin                    | Kenneth Van Bilsen                                     |
| 7.ª etapa (Guillaume Van Keirsbulck) | Tim Wellens                               | Tom Dumoulin                                   | Garmin Sharp              | Kenneth Van Bilsen                                     |
| Final                                | Tim Wellens                               | Tom Dumoulin                                   | Garmin Sharp              | Kenneth Van Bilsen                                     |

## UCI World Tour
El Eneco Tour otorga puntos para el UCI WorldTour 2014, solamente para corredores de equipos UCI ProTeam. Las siguientes tablas son el baremo de puntuación y los ciclistas que obtuvieron puntos:
| Posición              | 1.º | 2.º | 3.º | 4.º | 5.º | 6.º | 7.º | 8.º | 9.º | 10.º |
| Clasificación general | 100 | 80  | 70  | 60  | 50  | 40  | 30  | 20  | 10  | 4    |
| Por etapa             | 6   | 4   | 2   | 1   | 1   |     |     |     |     |      |

| Ciclista                 | Equipo                  | Puntos |
| ------------------------ | ----------------------- | ------ |
| Tim Wellens              | Lotto Belisol           | 106    |
| Lars Boom                | Belkin                  | 89     |
| Tom Dumoulin             | Giant-Shimano           | 81     |
| Andriy Grivko            | Astana                  | 60     |
| Greg Van Avermaet        | BMC Racing              | 58     |
| Geraint Thomas           | Sky                     | 43     |
| Philippe Gilbert         | BMC Racing              | 30     |
| Jens Keukeleire          | Orica GreenEDGE         | 20     |
| Sebastian Langeveld      | Garmin Sharp            | 10     |
| Guillaume Van Keirsbulck | Omega Pharma-Quick Step | 6      |

| Resto de corredores | Resto de corredores     | Resto de corredores | Resto de corredores |
| ------------------- | ----------------------- | ------------------- | ------------------- |
| Ciclista            | Equipo                  | Puntos              |                     |
| Nacer Bouhanni      | FDJ.fr                  | 6                   |                     |
| Zdeněk Štybar       | Omega Pharma-Quick Step | 6                   |                     |
| Andrea Guardini     | Astana                  | 6                   |                     |
| Marco Marcato       | Cannondale              | 5                   |                     |
| Matteo Trentin      | Omega Pharma-Quick Step | 4                   |                     |
| Luka Mezgec         | Giant-Shimano           | 4                   |                     |
| Fabian Cancellara   | Trek Factory Racing     | 4                   |                     |
| Yohann Gène         | Europcar                | 4                   |                     |
| Pavel Brutt         | Katusha                 | 2                   |                     |
| Giacomo Nizzolo     | Trek Factory Racing     | 2                   |                     |
| Sep Vanmarcke       | Belkin                  | 2                   |                     |
| Davide Cimolai      | Lampre-Merida           | 2                   |                     |
| Manuel Quinziato    | BMC                     | 2                   |                     |
| Jens Debusschere    | Lotto Belisol           | 2                   |                     |
| Julien Vermote      | Omega Pharma-Quick Step | 1                   |                     |
| Kristjan Koren      | Cannondale              | 1                   |                     |
| Matti Breschel      | Trek Factory Racing     | 1                   |                     |
| Boy van Poppel      | Trek Factory Racing     | 1                   |                     |
| Jesse Sergent       | Trek Factory Racing     | 1                   |                     |